# Barranc de Calapatà
L'any 1903 foren descobertes al Barranc de Calapatà, terme de Queretes (o Cretes en castellà), en una roca a ple aire, unes notables pintures primitives.
La descoberta feu sensació, perquè fins aleshores es creia que l'art rupestre era exclusiu de l'interior de les coves, i se suposava que tenint aquelles pintures caràcter misteriós. s'havien fet allí amb llum artificial, per tal d'amagar-les a la vista dels profans.
Quan, després del 1903, foren descobertes successivament altres noves pintures a la regió oriental de la península, i totes en roques a ple aire o en abrics poc profunds, es veié que es tractava d'una altra branca de l'art rupestre, ben diferent de la branca a la qual pertanyia l'art del migdia de França i del nord d'Espanya, o sigui el franco-cantàbric.
El barranc de Calapatà neix tocant a Queretes, poble de parla catalana de la província de Terol, i s'eixampla a poc a poc fins a arribar al riu Matarranya, al qual dóna les aigües, ja en el terme municipal de Massalió. Un altre barranc, el dels Gascons, desemboca en el de Calapatà.
La contrada pateix de secada. Hi plou molt poc, i són molt escasses les fonts i correnties. Per això l'aigua d'aquest barranc, quan en duen, és molt cercada i apreciada pels habitants del país, amb tot i no ésser gaire potable. Aquesta circumstància, que ja devia produir-se en els temps paleolítics, explica que els troglodites, en cerca d'aigua, triessin aquell indret per fer-hi estada.

## Nucli principal de les estacions d'art parietal de Queretes
El nucli principal de les estacions d'art parietal de Queretes és al lloc del barranc de Calapatà anomenat La Teuleria, a cinc quilòmetres de la població. Prop de La teuleria acaba el petit barranc dels gascons. Totes les roques o abrics amb art rupestre estan situats a la part dreta del barranc de Calapatà. Les estacions són les següents:
- Roca dels Moros: Situada al barranc de Calapatà, on Cabré trobà les primeres pintures descobertes a Europa en roques a ple aire. Al peu de la roca aparegueren útils paleolítics, però no sembla que hi hagués allí cap jaciment.[4] La Roca dels Moros forma un abric natural d'uns dotze m. d'extensió, orientat de cara a migdia. Hi ha pintat un fris amb figures de cérvol, taur, cavall i cabra salvatge. No totes les figures de la composició foren descobertes l'any 1903. Aquell any només se'n descobrí una part, i les restants foren descobertes, respectivament, els anys 1906 i 1912.[5]

El realisme d'aquestes figures és sorprenent i la seva bellesa és extraordinària, el moviment dels cérvols hi està representat amb un verisme admirable. En un dels cérvols s'aprecia la contracció muscular del quart posterior, en rebre la impressió de la ferida que li devia produir una sageta o un bastó punxant que hom li pintà tocant a la cua. Un examen detingut d'aqueixes pintures de Calapatà mostra que abans d'il·luminar les figures dels animals, hom les gravà.
Els habitants del país, des de fa molt de temps, s'havien adonat de les figures de cérvols que apareixen en aquesta roca. Suposaven que eren un senyal indicador del lloc on els sarraïns, quan deixaren el país, amagaren els seus tresors. Es creien que a l'interior de la roca hi havia habitacions, l'entrada de les quals s'havia aparedat. D'ací ve que la dita roca l'anomenaven també Roca dels Quartos.
El teuler d'un forn veí, que havia recollit dels seus pares i avis la tradició del tresor amagat, no es deixà convèncer per les explicacions que li donaren sobre les pintures els aciençats que de l'any 1903 en amunt les visitaren. En lloc de tenir cura de la seva conservació, evitant que els pastors i els pagesos les destruïssin inconscientment, ell mateix volgué el cau del tresor; i no trobant l'entrada de les preteses habitacions interiors, volà la roca ambdinamita. Sort que aleshores J. Cabré havia arrencat les tres millors figures de cérvols pintades a la roca. Ja poc després d'haver trobat J. Cabré les pintures, els pastors de la rodalia prengueren el costum d'apedregar-les, i a cops de pedra les anaven deteriorant.
Roca situada davant el Barranc dels Gascons: En el mateix barranc de Calapatà, davant la desembocadura del barranc dels Gascons, hi ha dues roques en una de les quals Breuil descobrí, l'any 1908, algunes figures pintades d'animals. Posteriorment, l'any 1912, J. Cabré hi descobrí nombrosos gravats i pintures de les quals no s'havien adonat els anteriors exploradors.
És aquesta una roca sense cap abric, completament a ple aire; i causa meravella que s'hagin pogut conservar milers d'anys aqueixes pintures en mig de la inclemència de l'aire, de l'aigua i del sol. Hi ha allí gravats i pintures. Algunes d'aquestes se superposen als gravats, i això fa creure que pertanyen a època posterior.

Molt belles són així mateix les figures de les cabres salvatges. 
| « | "Quina memòria retentiva tant potent --escriu J. Cabré-- la d'aquells artistes primitius pera pintar le tres cabres salvatges de la part inferior de la roca amb aqueix moviment i exuberància de vida! La del mig, saltant, sobrepassa els límits del realisme i és la figura més formosa de la composició." | » |

 Remarca l'arqueòleg el fet característic, no solament en aquesta estació rupestre, sinó en totes les de la zona oriental, de representar de front les banyes dels cérvols i algunes vegades les extremitats, a excepció de les branques inferiors, malgrat de pintar el cos de perfil.
És notabilíssim, en aquesta roca, el grup dels dos arquers. S'assemblen als que veiem en altres roques pintades, però són dels més ben executats. Un detall que crida l'atenció és la grandària de l'arc.
Altres roques pintades i gravades: Entre aquest punt i la Roca dels Moros hi ha algunes roques caigudes des de les altures dels marges al fons del barranc; en unes hi ha gravats d'animals, i en altres, signes. A un quilòmetre escàs de la desembocadura del barranc dels Gascons, aigües avall del barranc de Calatapà, hi ha un penyal amb un abric, on apareixen taques de color, que indubtablement són restes de pintures prehistòriques. Al barranc dels Gascons hi ha tres abrics amb pintures rupestres; un amb senyals gravats; un altre amb figures humanes i d'animals gravades, i un altre amb senyals i figures d'animals i humanes, executades pel mateix procediment.
Les pintures de pro de la Font Bernarda i del Mas de l'Advocat (a cinc quilòmetres d'aquella, dins el terme de Calaceit) i alguna altra que cita J. Cabré, són molt poc característiques i inspiren dubtes seriosos. Al proper barranc de Vallrovira hi ha un gravat en un pany de roca, que sembla representar un sacrifici humà. Cabré insinua si, com els altres que havent qualificat de dubtosos, pertany al període del coure o a principis de l'edat del bronze. Aquesta hipòtesi és arriscada. L'única cosa segura és que aquest gravat no té res a veure amb l'art rupestre paleolític.
L'any 1912 fou trobat a uns 100 m de La Teuleria, al peu d'una roca, un jaciment amb objectes de sílex i quarsita, que foren recollits a flor de terra i que l'arqueòleg creia pertanyents a la magdalenià.